# Festival del Cinema Africano, d'Asia e America Latina di Milano
Il Festival Cinema Africano, d'Asia e America Latina è un festival annuale dedicato al cinema dell'Africa, dell'Asia e dell'America Latina che ha sede a Milano dal 1991. Il festival è promosso dall'associazione COE. Nel 2005 da Festival Cinema Africano il festival cambia nome in Festival Cinema Africano, d'Asia e America Latina.
L'infopoint della rassegna, durante il periodo dei Festival, è dentro uno dei Bastioni di Porta Venezia.

## Storia
Il Festival Cinema Africano viene creato nel 1991 come un'occasione d'incontro e conoscenza dei temi e dei linguaggi della cinematografia africana e della diaspora africana nel mondo. Per i primi nove anni l'evento rimane legato esclusivamente all'Africa e alla diaspora e portando a Milano una visione dell'Africa e del mondo proposta da autori africani, e facendola poi girare in Italia attraverso la distribuzione dei film. Verso la fine degli anni novanta la programmazione del festival si arricchisce di nuovi orizzonti geografici e di nuove sezioni, come la sezione video. Nel 2000 viene istituita la Sezione Finestre, il festival si apre a una dimensione di cinema meticcio. Con questa sezione cominciano a essere presentati all'interno del festival contributi dai Caraibi, dal Pacifico, dall'area mediorientale, dall'Asia e dal Sudamerica. Poi anni dopo il regolamento del concorso viene riformulato e viene modificata radicalmente la struttura del festival.
Nel 2005 il Festival del Cinema Africano di Milano prende il nome di Festival del Cinema Africano, d'Asia e America Latina estendendo la competizione al cinema dei tre continenti. Vengono inserite all'interno del festival le due sezioni Concorso lungometraggi finestre sul mondo (sezione competitiva di lungometraggi provenienti da Africa, Asia e America Latina) e il Concorso documentari finestre sul mondo (sezione competitiva di documentari provenienti da Africa, Asia e America Latina). Ai concorsi Finestre sul Mondo si affianca una sezione Panoramica sul cinema africano che accoglie tutte le nuove produzioni africane fuori-concorso e che dal 2006 diventa competitiva con la creazione di un Premio al Miglior Film Africano del Festival (senza distinzione di sezione o di categoria). Un'altra sezione del festival è il Concorso cortometraggi africani (aperto a fiction e documentari). Retrospettive e sezioni a tema rimangono dedicate al cinema africano per mantenere viva la tradizione e la specificità del festival.
La scelta di aprire il festival ad altri continenti del Sud del mondo è determinata dalla richiesta degli stessi registi africani di partecipare ad una competizione che non si limiti al cinema africano ma che apra le porte ad un confronto con altre cinematografie. La scelta permette un ulteriore arricchimento del dialogo multiculturale e crea la possibilità di invitare al festival registi dei tre continenti per uno scambio con i professionisti d'Italia e d'Europa e di sostenere coproduzioni Sud-Sud.
Nel corso della storia del festival hanno fatto parte della giuria Omar Sharif, Wole Soyinka, Gabriele Salvatores, Silvio Soldini, Sergio Rubini, Danny Glover, Tahar Ben Jelloun, Inge Feltrinelli e Isabella Ferrari.

## Struttura del festival
Il festival nasce con l'obiettivo di far conoscere sia il cinema che la cultura di Africa, Asia e America Latina al pubblico che vive in Italia; il festival deve inoltre potenziare il mercato e la distribuzione di questa cinematografia.
Il festival è strutturato in una serie di concorsi, premi e sezioni:
- Concorso lungometraggi “Finestre sul mondo”. Premio Eni al Miglior Lungometraggio Finestre sul mondo
- Concorso documentari “Finestre sul mondo”. Premio Provincia di Milano al Miglior Documentario Finestre sul mondo
- Concorso Miglior Film Africano del Festival. Premio Regione Lombardia al Miglior Lungometraggio Africano
- Concorso Miglior Festival Africano
- Concorso Cortometraggi Africani. Premio ENI al Miglior Cortometraggio fiction e documentario
- Sezione Fuoriconcorso – Extr'A
- Sezione Tematica
- Sezione Speciale
- Premi speciali

Il festival si indirizza al pubblico di Milano e degli appassionati che accedono alle produzioni proposte dal festival anche attraverso le rassegne “Dopofestival” e Sezione itinerante “Travelling Africa” e attraverso l'acquisizione di film africani in pellicola e in DVD. Studenti e docenti delle scuole elementari, medie e superiori sono inoltre coinvolti dal festival attraverso specifici programmi didattici e uno Spazio Scuola - Università.

## Pubblicazioni
Il festival produce, a ogni edizione, un catalogo con le schede dei film e saggi critici e pubblicazioni. Oltre ai cataloghi, le pubblicazioni realizzate dal festival sono:
- (FR, EN) Guide du cinéma africain : films réalisés en 35 mm de 1989 à 1999, collana Racines Noires, Edizione COE Centro Orientamento Educativo/CCAS (Caisse centrale d'activités sociales du personnel des industries électrique et gazière), 1999, OCLC 468194784.
- Sembène Ousmane, Edizione COE Centro Orientamento Educativo, Milano,
- Maria Silvia Bazzoli, Alessandra Speciale e Annamaria Gallone, African cartoon : il cinema di animazione in Africa, Milano, Il Castoro, 2003, ISBN 9788880332534, OCLC 878550940.
- Racines Noires, Volume pubblicato in occasione delle retrospettive del 9º Festival “Cinema Afro-Brasiliano”
- Olivier Barlet, Il Cinema africano : Lo sguardo in questione, traduzione di Alessandra Speciale, Milano - Torino, Edizione C.O.E. / L'Harmattan Italia, 1998, ISBN 9788886664660, OCLC 799855648.
- Cinemafrica - Edizione COE
- Un posto sulla terra, cinema per (r)esistere, Edizione Il Castoro
- Cine negro cubano, Volume pubblicato in occasione delle retrospettive del 10º Festival “Cinema Afro-Cubano”

## Edizioni
- Festival del cinema africano, d'Asia e America Latina di Milano 2012 - 22ª edizione
- Festival del cinema africano, d'Asia e America Latina di Milano 2011 - 21ª edizione
- Festival del cinema africano, d'Asia e America Latina di Milano 2010 - 20ª edizione